# Louis van de Laar
Louis Josephus Maria (Louis) van de Laar ('s-Hertogenbosch, 24 december 1921 - Bergen op Zoom, 25 januari 2004) was een Nederlands politicus voor de KVP en historicus.

## Opleiding
Van de Laar ging naar het kleinseminarie Beekvliet in Sint-Michielsgestel en daarna naar het Sint-Janslyceum in 's-Hertogenbosch. Vervolgens studeerde hij geschiedenis aan de Radboud Universiteit in Nijmegen en aan de Sorbonne en de École pratique des hautes études in Parijs. 

## Carrière
Na zijn studie werd Van de Laar leraar geschiedenis aan het Onze Lieve Vrouwelyceum in Breda. Vervolgens werd hij in 1953 gevraagd als directeur van een nieuw op te richten MMS in Delft. Deze school verhuisde twee jaar later naar Rijswijk en werd omgevormd tot een lyceum, het Lodewijk Makeblijde College. Ook was hij redacteur bij Het Binnenhof.
Van 1963 tot 1965 was Van de Laar staatssecretaris van Onderwijs, Kunsten en Wetenschappen (belast met onder meer jeugdwerk, kunsten en natuurbescherming) in het kabinet-Marijnen. Vanwege zijn functie werd hij ook een van de oprichters van de Nederlandse Taalunie.
In oktober 1965 werd hij burgemeester van Bergen op Zoom. Tijdens zijn bestuur maakte hij onder meer de vestiging mogelijk van fabrieken van Philip Morris en General Electric Plastics. Ook liet hij het stadspaleis de Markiezenhof restaureren. In 1981 moest hij vanwege gezondheidsredenen zijn functie neerleggen. 
Van de Laar was een geëngageerd man die als deskundig onderhandelaar veel tot stand bracht voor de culturele samenwerking met België en Luxemburg.

## Onderscheidingen
Van de Laar ontving de volgende onderscheidingen:
- Ridder in de Orde van de Nederlandse Leeuw
- Groot-officier in de Orde van Oranje-Nassau
- Ridder in de Orde van Sint-Gregorius de Grote
- Taalunieprijs[1]

- Biografisch Portaal: 40385964
- Digitale Bibliotheek voor de Nederlandse Letteren: laar033
- International Standard Name Identifier: 0000 0000 6927 4027
- Library of Congress Control Number: n88043539
- Nationale Bibliotheek van Israël: 987007264031505171
- Nederlandse Thesaurus van Auteursnamen: 073996920
- Parlement.com: vg09llilwht0
- Virtual International Authority File: 97982431
- WorldCat: E39PBJk94hq7XbwT8hj7wqHpyd

1. ↑  "Louis J.M. van de Laar krijgt de Taalunieprijs ...", NRC, 7 juli 1992. Geraadpleegd op 29 mei 2024.